# Frugières-le-Pin
Frugières-le-Pin ist ein französischer Ort und eine Gemeinde mit 182 Einwohnern (Stand: 1. Januar 2022) im Département Haute-Loire in der Region Auvergne-Rhône-Alpes (vor 2016: Auvergne). Die Gemeinde gehört zum Arrondissement Brioude und zum Kanton Pays de Lafayette.

## Geographie
Frugières-le-Pin liegt etwa 39 Kilometer nordwestlich von Le Puy-en-Velay.

### Nachbargemeinden
Umgeben wird Frugières-le-Pin von den Nachbargemeinden Javaugues im Norden, Saint-Didier-sur-Doulon im Nordosten, Vals-le-Chastel im Osten, Saint-Préjet-Armandon im Südosten, Domeyrat im Süden sowie Lavaudieu im Westen.

## Bevölkerungsentwicklung
| Jahr                       | 1962 | 1968 | 1975 | 1982 | 1990 | 1999 | 2006 | 2017 |
| Einwohner                  | 280  | 213  | 149  | 120  | 131  | 121  | 142  | 159  |
| Quellen: Cassini und INSEE |      |      |      |      |      |      |      |      |

## Sehenswürdigkeiten
- Kirche Saint-Julien